# Escacs de Sant Pere d'Àger
Els escacs de Sant Pere d'Àger son una col·lecció de peces d'escacs tallades en cristall de roca i datades d'entre finals del segle x i la primera meitat del segle xi. Es tracta de peces pertanyents a diversos jocs, que pertanyien a Arnau Mir de Tost, senyor d'Àger.

## Història

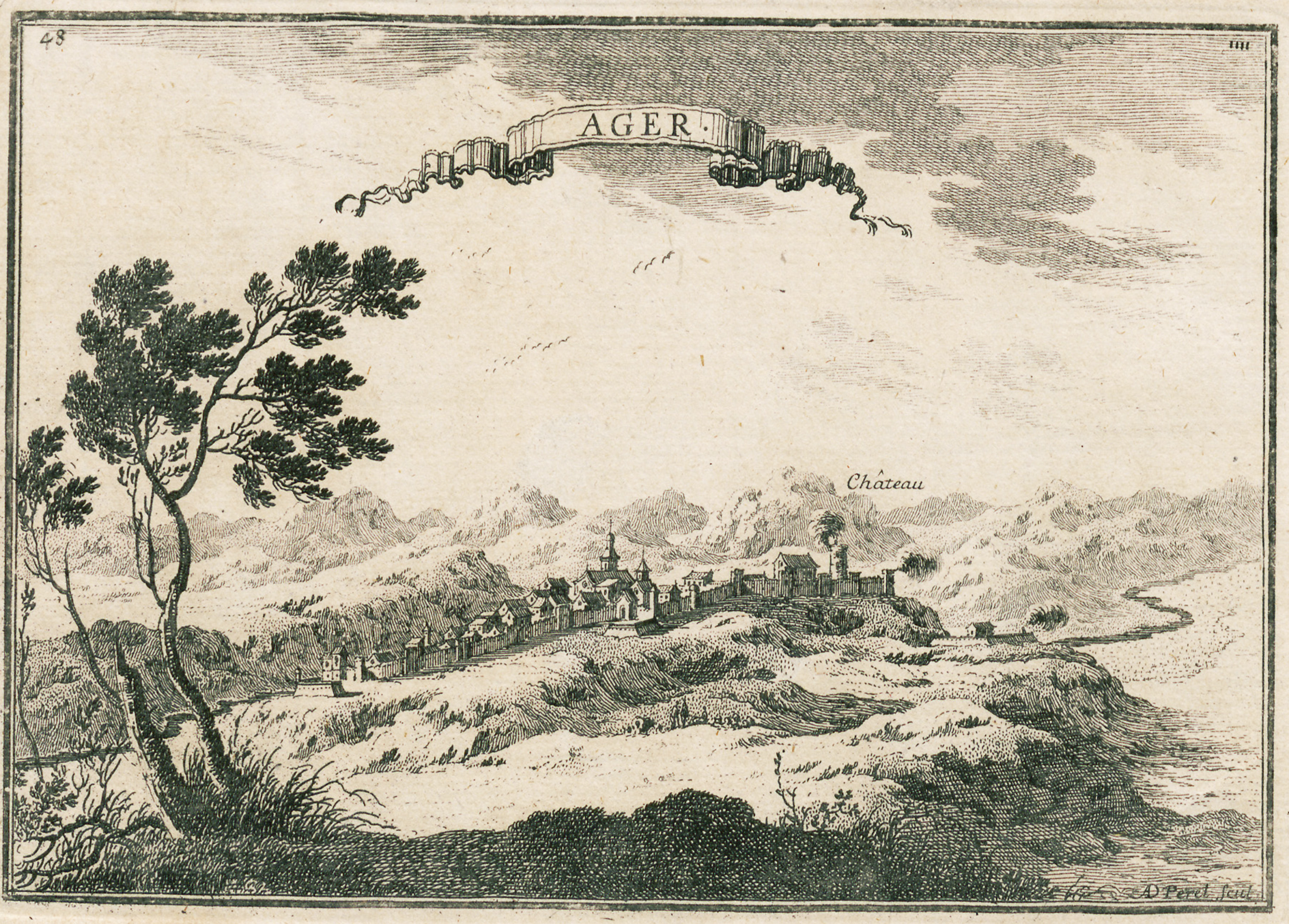
Gravat d'Àger

A Àger (La Noguera) van ser trobades unes peces d'escacs de cristall de roca, probablement d'origen àrab, que foren d'Arnau Mir de Tost i que foren l'únic objecte que rebé d'Arsenda d'Àger amb el seu testament. En morir Arnau Mir de Tost, el joc d'escacs passà a la col·legiata de Sant Pere d'Àger. Un inventari de 1547 el cita: "en una caxa de fusta, quaranta quatre peces de crestall. Diu-se són squacs. No se sap quills donà, creu-se los donà lo compte d'Urgell".
Al segle xi, el conjunt estava format per 96 peces, i al XVI se'n conservaven només 44. Actualment en queden només 29. D'aquestes, 10 van sortir del país a final del segle xix cap a París, on va adquirir-les l'emir de Kuwait. Durant la guerra del Golf foren confiscades pel bàndol iraquià, però més tard foren retornades i ara s'exposen al Museu Nacional de Kuwait. La resta, 19 peces, van ser enviades al bisbat de Lleida, on durant un temps foren custodiades. Actualment s'exposen al Museu Diocesà de Lleida.

## Morfologia dels escacs
- Els cavalls presenten els trets estilitzats tendents a la forma cònica, amb la testa menuda cap endavant.
- EIs alfils només conserven, de l'estructura originària de l'elefant, les protuberàncies; com en els cavalls, la forma tendeix al cos arrodonit.
- Les torres mantenen el cos allargat i rectangular amb una depressió profunda al mig, que en res rememora la forma del carro, pero que manté essencialment la disposició primitiva.
- El rei i reina s'adscriuen a les formes de tron o figura asseguda estilitzada típica.
- Els peons es descriuen com cossos prismàtics piramidal.[1]

## Introducció del joc d'escacs
El joc d'escacs europeu no és res més que una variant avançada del joc d'escacs islàmic, que penetra a l'Occident cristià entorn al s. IX. Es pot, fins tot, afirmar que es mantingueren gairebé les mateixes regles i formes peculiars de les peces de l'islàmic fins al 1200. Té uns precedents que es remunten a l'època egípcia i fins i tot hindú. Els àrabs van ser els qui portaren el joc d'escacs a la península Ibèrica i a Sicília, des d'on penetrà l'Europa cristiana. I cristians i jueus van aprendre a jugar en principi amb les normes originals. A poc a poc, el joc s'anà adequant i es convertí, dins la societat feudal, en una de les distraccions més freqüents. A partir del 1100 s'havia estès arreu, especialment entre la noblesa, apareixent-ne les primeres referències al s. XI, concretament a Catalunya, molt abans de la que es considerava com a primera data de l'Occident cristià.